# Gabriel Amisi Kumba
Gabriel Amisi Kumba (surnommé Tango Four) est un militaire congolais (RDC). Il est chef d'état-major des Forces terrestres de l'armée de la République démocratique du Congo entre 2006 et 2012. En 2020, il est inspecteur général des FARDC.

## Biographie
Amisi est un ancien officier des Forces armées zaïroises recruté dans l'Alliance des forces démocratiques pour la libération du Congo (AFDL) en 1996.
Pendant la Seconde Guerre du Congo, Amisi est chef d'état-major adjoint chargé de la logistique du Rassemblement congolais pour la démocratie (RCD-G). Cette position était à l'origine de son surnom, car T-4 était l'abréviation de sa position.
En juillet 2020, Amisi est promu général d'armée et est nommé inspecteur général des FARDC.

### Autres activités
Il est président de la coordination de l’AS V.Club, un club de football de Kinshasa, entre 2002 et 2020.

## Violations des droits de l'Homme

### Exécutions sommaires et torture
Il a été impliqué par Human Rights Watch dans l'exécution sommaire d'un soldat et dans la torture de prisonniers de l'ANC dans un centre de détention des renseignements militaires à Goma en 2001. Auparavant, en août 1998 le général avait personnellement incendié au lance-flammes le quartier Maluku de la ville de Kalemie à la suite d'une désinformation de RFI disant que ce quartier abritait encore des jeunes hostiles à la "rébellion du RCD". Au total plus de 180 hommes, femmes, vieillards et enfants.[réf. nécessaire]

### Massacre de Kisangani
Il participe à la  répression d'une mutinerie à Kisangani en mai 2002 qui se solde par des pillages, viols et exécutions sommaires de la part des forces armées du RCD-Goma, et un total d'au moins 183 morts.

### Massacre de Kindu
Après le massacre de Kisangani, il a commandé une brigade de l'ANC basée à Mbuji-Mayi. En septembre 2002, il aurait participé aux exécutions de 82 civils et combattants Mayi-Mayi à Kindu dans une opération militaire avec les Forces de défense rwandaises,
Nommé en janvier 2005, il est commandant de la 8e région militaire du Nord-Kivu.

### Exploitation illégale de l'or
En août 2006, il semble qu'il ait été transféré du commandement de la 8e région militaire pour devenir chef d'état-major des Forces terrestres des FARDC. Il existe des allégations crédibles, certaines avancées par la BBC, selon lesquelles le général Kumba aurait personnellement profité de sa position, bénéficiant de l'exploitation minière dans l'est du pays, au cours des dernières années.
De nombreux rapports relient Amisi aux opérations minières au Nord-Kivu. En particulier, Amisi semble avoir protégé et profité des opérations du colonel Samy Matumo, l'ancien commandant de la 85e brigade qui occupait la mine de Bisie depuis plusieurs années,.
En 2017, un rapport de l'ONU accuse Amisi d'extraire illégalement de l'or sur la rivière Aruwimi dans la province de Tshopo et que la gestion de La Conquête, une entreprise qui lui appartiendrait, était gardée par l'armée congolaise (FARDC). Lors de l'enquête de l'ONU, en mars 2017, deux de ses experts sont enlevés et tués.

### Trafic d'armes
En 2012, un rapport, rédigé pour l'ONU par le groupe d'experts sur la RDC, indique qu'Amisi a supervisé un réseau fournissant des armes et des munitions aux groupes criminels et aux rebelles qui parcourent les collines et les forêts de l'est du Congo riche en ressources mais troublé. Selon le rapport, des munitions achetées au Congo Brazzaville voisin, sont passées en contrebande dans la capitale congolaise Kinshasa à l'est par un réseau étroit d'associés d'Amisi, y compris des membres de sa famille.
Le 22 novembre 2012, Amisi est suspendu de ses fonctions dans les Forces terrestres par le président Joseph Kabila en raison de son rôle présumé dans les ventes d'armes à des groupes rebelles dans l'est du pays, ce qui pourrait avoir impliqué le groupe rebelle M23.

### Répression violente
Des sanctions sont annoncées par les États-Unis le 28 septembre 2016 : il a été interdit aux citoyens américains de conclure des transactions financières avec lui. Des unités placées sous son commandement « se seraient livrées à une répression violente des manifestations politiques », notamment des manifestations de janvier 2015 au cours desquelles au moins 42 personnes sont décédées. Ces mesures étaient considérées comme un avertissement au président Joseph Kabila de respecter la constitution du pays.